# أسكري (إيطاليا)
أسكري هي كومونا في مقاطعة رييتي في منطقة لاتيوم الإيطالية وتقع على بعد حوالي 50 كيلومتر (31 ميل) شمال شرق روما وحوالي 25 كيلومتر (16 ميل) جنوب شرق رييتي .

## جغرافياً
إنه مركز زراعي في الوادي المتوسط لنهر تورانو . تقع البلدية على حدود كاستل دي تورا وكوليجيوفي و لونجوني سابينو و مارستيلي و باجانيكو سابينو و بوزاجليا سابينا وروكا سينيبالدا و فاركو سابينو .
تحتسب منطقة البلدية المعزل الشمالي الذي تقع فيه قرى صغيرة ( فراتسيوني ): ستيبسو و فالفيردي ستيبس ويقع المعزل الجنوبي الشرقي على بعد كيلومترات قليلة من المدينة.